# Lajkovac (selo)
Lajkovac (selo) (Servisch cyrillisch: Лајковац (село)) is een plaats in de Servische gemeente Lajkovac. De plaats telt 1950 inwoners (2002).